# 阿爾喬姆·安舍列斯
阿爾喬姆·安舍列斯（羅馬化：Artyom Ansheles；1994年10月15日—），俄裔香港男性網絡紅人、模特兒、演員及節目主持，18歲時來港進修和加入模特兒行業。為了繼續在香港發展，修讀一年粵語課程，2016年起獲邀擔任ViuTV節目主持，2017年參演個人首部電視劇，2019年推出首支派台廣東歌《麻麻哋 Day》和創立首飾品牌「EARON」。

## 簡歷
安舍列斯出生於俄罗斯遠東地區的堪察加彼得罗巴甫洛夫斯克，幼時父母離異，隨同母親遷至莫斯科西部克雷拉茨科耶定居，10歲時再與家人搬往賽普勒斯居住。他小時候觀賞過周星馳和周润发分別主演的電影《少林足球》及《卧虎藏龍》後，對香港文化產生了好奇；另外又受到任職建築師的父親影響，自小已對設計深感興趣。他於塞浦路斯藝術學院畢業後，成功考獲英國藝術及設計學院中央聖馬丁藝術與設計學院資格，但不久就放棄前往當地唸書，向母親提出想去中國北京發展，可經一次旅遊後發現自己不諳普通話，難以長居該地，故此轉到香港生活。
2012年，安舍列斯在來港初期先修讀職業訓練局轄下香港知專設計學院產品及室內設計學系高級文憑課程，再於2014年加入模特兒行業；2016年開始擔任 ViuTV 兒童節目《快樂童盟》主持，與不同國籍、操流利粵語的主持一同合作。2017年，他跟岑樂怡、陳俞希、黃心美等一起擔任《Girls' Talk》主持，同年參演首部電視劇《迷失假期》。此外，他現時也透過 Youtube 與網民分享在港生活情況、文化及飲食習慣等等，且以「Ansheles 請媽媽飲涼茶（页面存档备份，存于）」最受歡迎，總觀看次數超過130萬次。

## 演出作品

### 電視劇
| 首播   | 劇名     | 角色         |
| ViuTV  |          |              |
| 2018年 | 迷失假期 | Vanya Kozlov |
| 2020年 | 地產仔   | 行為藝術家   |

### 電影
| 電影名                   | 年份   | 角色                |
| 冥通銀行特約：翻生爭霸戰 | 2020年 | 陰間勞工處助理Tommy |

### 微電影
| 首映     | 電影名           | 角色  |
| 中原地產 |                  |       |
| 2017年   | 教我如何襯得起她 | 朋 友 |

### 主持節目
| 首播        | 節目名       | 備註     |
| ViuTV       |              |          |
| 2016 - 年   | 快樂童盟     | 主持之一 |
| 2017-2019年 | Girls' Talk  | 主持之一 |
| 2018年      | 我們的世界盃 | 主持之一 |
| 2018年      | 返歸啦俄仔   | 主要主持 |

### 廣告
- 2021年：香港賽馬會[14]

## 音樂作品

### 數碼專輯
| 專輯 # | 專輯名稱   | 發行日期      | 曲目                               |
| ------ | ---------- | ------------- | ---------------------------------- |
| 1st    | 麻麻哋 Day | 2019年1月24日 | 曲目 1. 麻麻哋 Day（feat. 李拾壹） |

## 曾獲獎項與提名
| 年份   | 獎項                                        | 結果 |
| 2018年 | 2018香港電視大獎「新人獎 - 《返歸啦俄仔》」 | 待定 |

## 外部連結
- 阿爾喬姆·安舍列斯的Facebook專頁
- 阿爾喬姆·安舍列斯的Instagram帳戶
- YouTube上的阿爾喬姆·安舍列斯頻道
- Artem Ansheles 官方網頁（页面存档备份，存于）